# Quercus hainanica
Quercus hainanica là một loài thực vật có hoa trong họ Cử. Loài này được C.C.Huang & Y.T.Chang ex Govaerts & Frodin miêu tả khoa học đầu tiên năm 1998.